# Armorial des communes de l'Orne
- il comporte peu ou pas de sources.
- il reste des blasons à dessiner dans cet armorial.

Blason historique de la Normandie. 
De gueules à deux léopards d'or.
 Le département de l'Orne n'a pas de blason, et utilise un logo.
 Proposition de Robert Louis, non retenue : 
Coupé de gueules à deux léopards d’or armés et lampassés d’azur, et d’azur à trois fleurs de lys d’or brisé d’une bordure de gueules chargée de huit besants d’argent.
Cette page donne les armoiries (figures et blasonnements) des communes de l'Orne.
- Haut – A
- B
- C
- D
- E
- F
- G
- H
- I
- J
- K
- L
- M
- N
- O
- P
- Q
- R
- S
- T
- U
- V
- W
- X
- Y
- Z

18 dessin(s) en attente (voir : IMMNR SSSSS SSSSS SSS)

## A
| Blason de Aigle (L') | Blason  | D'or à l'aigle bicéphale de sable, au chef de France.                     |
| Blason de Aigle (L') | Détails | Armes parlantes. (aigle) Le statut officiel du blason reste à déterminer. |

| Blason de Alençon | Blason  | D'azur à l'aigle bicéphale éployée d'or.         |
| Blason de Alençon | Détails | Le statut officiel du blason reste à déterminer. |

| Blason de Almenêches | Blason  | D'azur à la bande d'argent chargée de trois mouchetures d'hermine de sable posées à plomb, accompagnée en pointe d'une étoile d'or et en chef d'une ancre du même. |
| Blason de Almenêches | Détails | Le statut officiel du blason reste à déterminer. |

| Blason de Antoigny | Blason  | Écartelé au 1er d'argent à une couronne de laurier de sinople, au 2d de Normandie, au 3e de gueules à l'épée renversée d'argent posée en bande et supportant un manteau d'or posé en barre, au 4e d'argent à la fasce ondée d'azur.                                                                                 |
| Blason de Antoigny | Détails | Le 1er rappelle la présence romaine sur le lieu, le 3e Saint Martin, patron de la paroisse ; le 4e la Gourbe, rivière du lieu. Conflit héraldique : la fasce n'est pas ondée. Blason officiel crée (le 5 avril 2014) par M. Jean-François Brinon , à l'annexion de la commune par La Ferté-Macé le 12 janvier 2016. |

| Blason de Appenai-sous-Bellême | Blason  | Parti d'azur et d'argent, à un moulin à vent accosté de deux papillons, le tout de l'un en l'autre ; au chef de pourpre chargé d'une colombe fondante du second. |
| Blason de Appenai-sous-Bellême | Détails | Adopté par la municipalité le 27 septembre 2011. |

| Blason de Argentan | Blason  | D'argent à l'aigle bicéphale de sable au vol déployé, nimbée du champ. |
| Blason de Argentan | Détails | Le statut officiel du blason reste à déterminer.                       |

| Blason de Aspres (les) | Blason  | D'azur au chêne senestré d'un sanglier, le tout terrassé au naturel, accompagné en chef senestre de l'inscription « ASPERIS » de sable; au comble du champ chargé de l'inscription « Les Aspres » de sable.                                |
| Blason de Aspres (les) | Détails | * Il y a là non-respect de la règle de contrariété des couleurs : ces armes sont fautives (sable sur azur). L'Armorial des Communes de France considère ce blason comme un pseudo-blason. Le statut officiel du blason reste à déterminer. |

| Blason de Athis-de-l'Orne | Blason  | D'argent à deux chevrons de sable accompagnés de trois canettes du même. |
| Blason de Athis-de-l'Orne | Détails | Le statut officiel du blason reste à déterminer.                         |

| Blason de Aube | Blason  | Coupé d'un parti de sable à une roue à aubes d'or, et du premier au manoir du lieu du second, couvert de gueules, à la vergette d'or brochant sur la partition ; et du premier à l'âne arrêté du second, à la jumelle ondée du même brochant sur le coupé ; le tout enfermé dans une filière du même. Devise / CriAlba solifera |
| Blason de Aube | Détails | Armes parlantes. (roue à aubes) Le statut officiel du blason reste à déterminer. |

| Blason de Aubry-le-Panthou | Blason  | De gueules à la jumelle d'argent accompagnée en chef de deux croissants d'or et en pointe d'un vol d'hermine. |
| Blason de Aubry-le-Panthou | Détails | Le statut officiel du blason reste à déterminer.                                                              |

| Blason de Aubusson | Blason  | Écartelé au 1er de Normandie, au 2d d'argent à trois fasces vivrées d'azur, au 3e d'argent à la croix de Lorraine tréflée d'azur, au 4e d'or à un taureau de sable passant et regardant, accorné d'argent et allumé de gueules. |
| Blason de Aubusson | Détails | Le statut officiel du blason reste à déterminer. |

| Blason de Aunay-les-Bois | Blason  | Gironné d'or et de sable, le 1er giron chargé d'une étoile d'argent bordée de sable. |
| Blason de Aunay-les-Bois | Détails | Le statut officiel du blason reste à déterminer.                                     |

| Blason de Aunou-le-Faucon | Blason  | D'argent à la fasce de gueules accompagnée de trois aiglettes du même, becquées, languées et armées d'azur. |
| Blason de Aunou-le-Faucon | Détails | Armes de la famille d'Aunou. Le statut officiel du blason reste à déterminer.                               |

| Blason de Autheuil | Blason  | De gueules au chevron ployé renversé d'argent, chargé d'une fleur de lis d'azur accostée de deux feuilles d'érable du champ, surmonté d’une fasce de sable* chargée de quatre sautoirs et deux demis d'argent, accolés deux à deux par une vergette du même; à la bordure de sable* chargée de six besants d'argent, 3, 2 et 1. |
| Blason de Autheuil | Détails | * Il y a là non-respect de la règle de contrariété des couleurs : ces armes sont fautives (sable sur gueules). Le statut officiel du blason reste à déterminer. |

Pas d'information pour les communes suivantes :  Auguaise, Aunou-sur-Orne, Les Authieux-du-Puits, Avernes-Saint-Gourgon, Avoine (Orne), Avrilly (Orne).
- Haut – A
- B
- C
- D
- E
- F
- G
- H
- I
- J
- K
- L
- M
- N
- O
- P
- Q
- R
- S
- T
- U
- V
- W
- X
- Y
- Z

## B
| Blason de Bagnoles-de-l'Orne | Blason  | D'argent aux quatre fasces ondées d'azur ; chaussé de sinople ; au chef de gueules chargé d'un léopard d'or armé et lampassé d'azur. |
| Blason de Bagnoles-de-l'Orne | Détails | Le statut officiel du blason reste à déterminer.                                                                                     |

| Blason de Banvou | Blason  | D'argent fretté de gueules; au chef d'argent au combattant médiéval à mi-corps, équipé d'un heaume et d'un bouclier, le tout au trait de sable brochant sur une flèche du même posée en barre, accompagné de quatre mouchetures d'hermine de sable, deux en chef à dextre et deux en pointe à senestre. |
| Blason de Banvou | Détails | Le statut officiel du blason reste à déterminer. |

| Blason de Bazoches-sur-Hoëne | Blason  | De gueules à une fasce ondée d’argent, accompagnée d’un mortier de juge d’or galonné de sable en chef, et d’une balance de justice d’or en pointe, à la bordure d'argent chargée de huit mouchetures d'hermine de sable.   |
| Blason de Bazoches-sur-Hoëne | Détails | Armes parlantes. (le mot "basoche" désigne familièrement toutes les personnes travaillant au service de la justice, ici symbolisées par le mortier de juge et la balance) Le statut officiel du blason reste à déterminer. |

| Blason de Beaulieu | Blason  | Coupé: au 1er parti au I d'azur à trois fleurs de lis d'or et au II de gueules à deux léopards d'or; armés et lampassés de gueules, l'un au-dessus de l'autre, au 2e d'argent à la fasce ondée d'azur en chef et à la fasce de sinople en pointe. |
| Blason de Beaulieu | Détails | Le statut officiel du blason reste à déterminer. |

| Blason de Bellavilliers | Blason  | Coupé d'un parti de gueules au calice d'or et de sinople au rencontre de cerf crucifère d'argent ; et du même au léopard du premier armé, lampassé et couronné du second. |
| Blason de Bellavilliers | Détails | Le statut officiel du blason reste à déterminer. |

| Blason de Bellême | Blason  | De sable à une forteresse crénelée à trois tours d'or. |
| Blason de Bellême | Détails | L'armorial des communes de France donne un champ d'azur, celui de la Planche ce champ de sable. La banque du blason, quant à elle, sort un azur semé de feurs de lys d'or bordé de gueules. Le statut officiel du blason reste à déterminer. |

| Blason de Berjou | Blason  | D'or à la jumelle en bande ondée d'azur, accompagnée en chef de deux feuilles de houx de sinople posées en chevron renversé et fruitées de deux pièces de gueules; au franc-quartier de gueules chargé de deux léopards d'or armés et lampassés d'azur, l'un au-dessus de l'autre. |
| Blason de Berjou | Détails | Le statut officiel du blason reste à déterminer. |

| Blason de Bivilliers | Blason  | Écartelé : au 1er) de sable à la couronne comtale d’or, au 2d d’or à trois fasces de gueules, au 3e d’argent à trois chevrons de gueules, au 4e de sable au lion d’or ; sur le tout d’argent à l’église de sable. |
| Blason de Bivilliers | Détails | Le statut officiel du blason reste à déterminer. |

| Blason de Bonsmoulins | Blason  | De gueules à la tour d’or ouverte, ajourée et maçonnée de sable, posée sur une champagne d’azur* chargée d’une roue de moulin d’argent.                      |
| Blason de Bonsmoulins | Détails | Armes parlantes. (roue de moulin) non officiel * Il y a là non-respect de la règle de contrariété des couleurs : ces armes sont fautives (azur sur gueules). |

| Blason de Bresolettes | Blason  | D'argent à la bande ondée d'azur chargée de trois écrevisses d'or, accompagnée en chef d'un rameau de bruyère au naturel et en pointe d'une clé versée de sable en barre brochant sur un marteau du même en bande, tous deux surmontés à dextre d'une feuille d'érable de gueules; à la filière cannelée de sinople. |
| Blason de Bresolettes | Détails | Le statut officiel du blason reste à déterminer. |

| Blason de Brethel | Blason  | De gueules à une tour d’argent maçonnée de sable et ouverte du champ, accompagnée en pointe de deux léopards d’or l’un au-dessus de l’autre ; à la bordure du même chargée de huit pommes du champ. |
| Blason de Brethel | Détails | Le statut officiel du blason reste à déterminer. |

| Blason de Bretoncelles | Blason  | D'azur au chevron d'argent accompagné en pointe de trois besants d'or mal ordonnés, celui de senestre abaissé. |
| Blason de Bretoncelles | Détails | Le statut officiel du blason reste à déterminer.                                                               |

| Blason de Briouze | Blason  | D'azur à la foi d'or surmontée d'un oiseau d'argent sur des ondes alésées de sable d'où sort une touffe de roseaux aussi d'argent, à la bordure du même chargée de six losanges de gueules ordonnées 3, 2 et 1 et de huit mouchetures d'hermine de sable ordonnées 2, 2, 2 et 2. |
| Blason de Briouze | Détails | Le statut officiel du blason reste à déterminer. |

| Blason de Bubertré | Blason  | De sinople à la fasce ondée d'argent accompagnée en chef d'une étoile de huit rais d'or et en pointe d'un champignon du même. |
| Blason de Bubertré | Détails | Le statut officiel du blason reste à déterminer.                                                                              |

Pas d'information pour les communes suivantes : Bailleul (Orne), La Baroche-sous-Lucé, Barville (Orne), Batilly (Orne), Bazoches-au-Houlme, La Bazoque (Orne), Beaufai, Beaulandais, Beauvain, Belfonds, La Bellière (Orne) , Bellou-en-Houlme, Bellou-le-Trichard, Bellou-sur-Huisne, Berd'huis, Bizou, Boëcé, Boischampré, Boissei-la-Lande, Boissy-Maugis, Boitron (Orne) , Bonnefoi (Orne), Le Bosc-Renoult, Boucé (Orne), Le Bouillon, Le Bourg-Saint-Léonard, Bréel, Brieux, Brullemail, Buré, Bures (Orne), Bursard.
- Haut – A
- B
- C
- D
- E
- F
- G
- H
- I
- J
- K
- L
- M
- N
- O
- P
- Q
- R
- S
- T
- U
- V
- W
- X
- Y
- Z

## C
| Blason de Caligny | Blason  | De sable aux trois aiglettes au vol abaissé d'or. |
| Blason de Caligny | Détails | Le statut officiel du blason reste à déterminer.  |

| Blason de Carrouges | Blason  | De gueules semé de roses d'argent, au château couvert d'or et maçonné de sable, posé sur une patte de léopard du second mouvant de l'angle senestre de la pointe, ouverte vers le chef et armée d'azur, le tout brochant sur le semé . |
| Blason de Carrouges | Détails | |
| Blason de Carrouges | Alias   | De gueules fleurdelysé d'argent. |

| Blason de Cerisy-Belle-Étoile | Blason  | D'azur à l'étoile de huit rais d'argent, soutenue d'un mont de gueules bordé d'argent, chargé d'un écusson d'argent semé de billettes de gueules et au lion du même brochant, ledit écusson accosté de deux léopards affrontés d'or, armés et lampassés d'azur. |
| Blason de Cerisy-Belle-Étoile | Détails | Armes parlantes. (étoile) Le statut officiel du blason reste à déterminer. |

| Blason de Ceton | Blason  | D'azur à la bande d'or accompagnée en chef d'une fleur de lys d'argent. |
| Blason de Ceton | Détails | Le statut officiel du blason reste à déterminer.                        |

| Blason de Chambois | Blason  | D'or à la hure de sanglier de sable arrachée de gueules, défendue et allumée du champ. |
| Blason de Chambois | Détails | Le statut officiel du blason reste à déterminer.                                       |

| Blason de Champeaux-sur-Sarthe | Blason  | Coupé: au 1er d'azur au lis des jardins d'argent adextré d'une fève de cacao d'or posée en bande et senestré d'une biche couchée du même, au 2e de gueules au pont en dos d'âne d'une arche d'or, maçonné de sable ; à la fasce ondée d'argent brochant sur la partition. |
| Blason de Champeaux-sur-Sarthe | Détails | Le statut officiel du blason reste à déterminer. |

| Blason de Le Châtellier | Blason  | D'azur à deux cotices ondées et abaissées d'argent, accompagnées en chef d'une rose de jardin tigée et feuillée de deux pièces du même et posée en bande; à la bordure crénelée d'or; au franc-quartier de gueules chargé de deux léopards d'or, armés et lampassés d'azur. |
| Blason de Le Châtellier | Détails | Le statut officiel du blason reste à déterminer. |

| Blason de Chaumont | Blason  | Parti: au 1er d'azur à deux clés d'or passées en sautoir, au 2e d'argent au chêne de tenné, englanté du même et feuillé de sinople; le tout au chef de gueules chargé d'un léopard d'or armé et lampassé d'azur. |
| Blason de Chaumont | Détails | Le statut officiel du blason reste à déterminer. |

| Blason de Chemilli | Blason  | Parti : au 1er d'azur à deux bourdons d'or passés en sautoir, au 2d d'argent à la bande ondée de gueules côtoyée de six merlettes du même posées à plomb, 3 et 3 ; le tout au chef de sable chargé d'un massicot d'or. |
| Blason de Chemilli | Détails | Adopté le 17 novembre 2011. |

| Blason de Condé-sur-Huisne | Blason  | D’argent à la fasce ondée d’azur chargée de deux poissons affrontés du champ, accompagnée en chef d’une tête de cheval au naturel et en pointe d’un château de trois tours de sable, celles des flancs couvertes et celle du milieu chargée d’un écusson d’argent à trois chevrons de gueules, posé sur une terrasse de sinople. |
| Blason de Condé-sur-Huisne | Détails | Le statut officiel du blason reste à déterminer. |

| Blason de Corbon | Blason  | Coupé: au 1er de gueules au cheval gai d'or, au 2e de sable à six besants d'argent 3, 2 et 1; au double trécheur du même brochant sur le tout. |
| Blason de Corbon | Détails | Le statut officiel du blason reste à déterminer.                                                                                               |

| Blason de Coulimer | Blason  | D'argent au chevron de gueules chargé de trois feuilles de vigne d'or posées à plomb, accompagné en chef de deux rameaux de chêne de sinople, penchés et affrontés, terminés chacun par un gland du même, et en pointe d'une croix latine renversée de tenné à l'auréole d'or rayonnant de quatre rais en sautoir et brochant sur l'intersection de la traverse et le montant de la croix. Copie conforme d'une source héraldiquement fautive : penché (dans quel sens?) terminé(en haut ou en bas?) auréole non définie (dessin interne). |
| Blason de Coulimer | Détails | Le statut officiel du blason reste à déterminer. |

| Blason de Coulonche (La) | Blason  | D'argent au chevron de gueules, accompagné de trois feuilles de sinople. |
| Blason de Coulonche (La) | Détails | Le statut officiel du blason reste à déterminer.                         |

| Blason de Courgeon | Blason  | D'azur à la gerbe d'or liée de deux nœuds de gueules sur les côtés et accompagnée de trois fleurs de lis d'or.                      |
| Blason de Courgeon | Détails | Conflit héraldique : le dessin présente la gerbe liée et ne présente pas de nœuds. Le statut officiel du blason reste à déterminer. |

| Blason de Courgeoût | Blason  | De gueules au mont de trois coupeaux d'argent surmonté d'une étoile de six rais d'or et accompagné en chef de deux croisettes ancrées d'argent; au chef d'or chargé d'un arc d'azur posé en fasce. |
| Blason de Courgeoût | Détails | Le statut officiel du blason reste à déterminer. |

| Blason de Courtomer | Blason  | De sinople aux trois lionceaux d'argent.         |
| Blason de Courtomer | Détails | Le statut officiel du blason reste à déterminer. |

| Blason de Crulai | Blason  | D’azur à la fasce abaissée d’argent surmontée d’un léopard d’or. |
| Blason de Crulai | Détails | Le statut officiel du blason reste à déterminer.                 |

Pas d'information pour les communes suivantes : Cahan , Camembert (Orne), Canapville (Orne), La Carneille, Ceaucé, Le Cercueil, Cerisé, Chahains, Chailloué, Le Chalange, Le Champ-de-la-Pierre, Champ-Haut, Champcerie, Les Champeaux, Champosoult, Champs (Orne), Champsecret, Chandai, Chanu, La Chapelle-au-Moine, La Chapelle-Biche, La Chapelle-d'Andaine, La Chapelle-Montligeon, La Chapelle-près-Sées, La Chapelle-Souëf, La Chapelle-Viel, Le Château-d'Almenêches, La Chaux (Orne), Chênedouit, Ciral, Cisai-Saint-Aubin, La Cochère, Colombiers (Orne) , Colonard-Corubert, Comblot, Commeaux, Condé-sur-Sarthe, Condeau, Coudehard, Coulmer, Coulonces (Orne), Coulonges-les-Sablons, Coulonges-sur-Sarthe, La Courbe, Courcerault, Courménil, Couterne, Craménil, Croisilles (Orne), Crouttes, Cuissai 
- Haut – A
- B
- C
- D
- E
- F
- G
- H
- I
- J
- K
- L
- M
- N
- O
- P
- Q
- R
- S
- T
- U
- V
- W
- X
- Y
- Z

## D
| Blason de Domfront | Blason  | De gueules à trois tours accolées d'argent, ouvertes et ajourées du champ, maçonnées de sable, sur une terrasse de sinople. |
| Blason de Domfront | Détails | * Il y a là non-respect de la règle de contrariété des couleurs : ces armes sont fautives (sinople sur gueules). Blason historique, la commune ayant annexé ses voisines de La Haute-Chapelle et Rouellé pour former la commune nouvelle de Domfront en Poiraie. |

Pas d'information pour les communes suivantes : Dame-Marie (Orne), Damigny, Dancé (Orne), Dompierre (Orne), Dorceau, Durcet 
- Haut – A
- B
- C
- D
- E
- F
- G
- H
- I
- J
- K
- L
- M
- N
- O
- P
- Q
- R
- S
- T
- U
- V
- W
- X
- Y
- Z

## E
| Blason de Écouché | Blason  | Écartelé de gueules à trois coquilles d'or, et de France. |
| Blason de Écouché | Détails | Ce blason est celui de la famille de Lorges de Montgommery, anciens seigneurs d'Écouché et de Ducey. Placer les armes de France aux 2e et 3e quartiers en lieu et place des places d'honneur, peut être perçu comme une faute de bon sens héraldique. Blason historique, la commune ayant fusionné avec ses voisines pour former la commune nouvelle d'Écouché-les-Vallées au 1er janvier 2016. |

| Blason de Exmes | Blason  | D'azur à deux lévriers passant d'argent, l'un au-dessus de l'autre. Devise / CriMes chiens d'Exmes sauront la bien défendre. |
| Blason de Exmes | Détails | La version en alias est celle donnée par l'Armorial des Communes de France, justifiée par une enveloppe du courrier municipal présentant des "grandes armes" soutenues par deux lévriers portant bannière de France à dextre et du lieu à senestre, lesdites armes ornées soutenues d'un cri et d'une devise et surmontées d'une couronne municipale et d'un cimier : chose rare en héraldique municipale française. Blason historique, la commune ayant fusionné pour former la commune nouvelle de Gouffern en Auge. |
| Blason de Exmes | Alias   | D'azur à deux lévriers d'or affrontés, accolés et les têtes contournées, colletés du même collier du champ. |

Pas d'information pour les communes suivantes : Échalou, Échauffour, Écorcei, Écorches, Eperrais, L'Épinay-le-Comte, Essay. 
- Haut – A
- B
- C
- D
- E
- F
- G
- H
- I
- J
- K
- L
- M
- N
- O
- P
- Q
- R
- S
- T
- U
- V
- W
- X
- Y
- Z

## F
| Blason de Feings | Blason  | De sable à la croix d'argent chargée en abîme d'un trèfle de sinople et cantonnée de quatre feuilles de chêne d'or posées en sautoir, les pétioles vers l'abîme. |
| Blason de Feings | Détails | Le statut officiel du blason reste à déterminer. |

| Blason de Ferrière-aux-Étangs (La) | Blason  | D'or à six fers à cheval d'azur, 3, 2 et 1.                              |
| Blason de Ferrière-aux-Étangs (La) | Détails | Armes parlantes. (fers) Le statut officiel du blason reste à déterminer. |

| Blason de Ferté-Frênel (La) | Blason  | Écartelé : au 1er d'or à l'aigle de gueules, aux 2d et 3e de sable plain, au 4e d'or au lion de gueules ; le tout enfermé dans une bordure crénelée de sinople. |
| Blason de Ferté-Frênel (La) | Détails | Blason historique : la commune ayant fusionné pour former la commune nouvelle de La Ferté-en-Ouche.                                                             |

| Blason de Ferté-Macé (La) | Blason  | De gueules à la navette de tisserand d'or posée en barre, surmontée d'une ruche du même. |
| Blason de Ferté-Macé (La) | Détails | Le statut officiel du blason reste à déterminer.                                         |

| Blason de Flers | Blason  | De gueules à deux navettes d'or posées en sautoir et accompagnées de trois bobines d'argent, au chef de France. |
| Blason de Flers | Détails | Le statut officiel du blason reste à déterminer.                                                                |

| Blason de Fleuré | Blason  | Parti: d'azur à la croix de Lorraine d'argent, et d'argent à la tête de cheval de sable bridée d'or; le tout au chef de gueules chargé de deux léopards affrontés d'or armés et lampassés d'azur. |
| Blason de Fleuré | Détails | Auteur: J-F Binon, adopté le 3 juin 2022. |

Pas d'information pour les communes suivantes : Faverolles (Orne), Fay (Orne), Fel (Orne), La Ferrière-au-Doyen (Orne), La Ferrière-Béchet, La Ferrière-Bochard, Ferrières-la-Verrerie, La Ferté-Frênel, Fontaine-les-Bassets, Fontenai-les-Louvets, Fontenai-sur-Orne, La Forêt-Auvray, Forges (Orne), Francheville (Orne), La Fresnaie-Fayel, Fresnay-le-Samson, La Fresnaye-au-Sauvage 
- Haut – A
- B
- C
- D
- E
- F
- G
- H
- I
- J
- K
- L
- M
- N
- O
- P
- Q
- R
- S
- T
- U
- V
- W
- X
- Y
- Z

## G
| Blason de Gacé | Blason  | De gueules à deux tours d'argent closes et maçonnées de sable, rangées en fasce. |
| Blason de Gacé | Détails | Le statut officiel du blason reste à déterminer.                                 |

| Blason de Genettes (Les) | Blason  | De sinople à treize fleurs de genêt d'or ordonnées 5, 4, 3 & 1 ; au chef de gueules* chargé de deux léopards affrontés d'or, armés et lampassés d'azur. |
| Blason de Genettes (Les) | Détails | * Il y a là non-respect de la règle de contrariété des couleurs : ces armes sont fautives (gueules sur sinople). Armes parlantes (Genêt → Les Genettes). Le champ de sinople est pour les forêts du Perche, les genêts stylisés renvoient au toponyme de la commune et le chef aux armes de la Normandie. Le statut officiel du blason reste à déterminer. |

| Blason de Ginai | Blason  | D'azur à la fasce d'or surmontée de deux pommes de pin versées du même posées, à dextre, en bande et à senestre, en barre, à l'aigle bicéphale de sable au vol abaissé brochant en cœur. |
| Blason de Ginai | Détails | Le statut officiel du blason reste à déterminer. |

| Blason de Guêprei | Blason  | D'argent au sautoir de gueules chargé d'un sautoir d'azur*, à deux léopards d'or armés et lampassés d'azur brochant sur le tout.                               |
| Blason de Guêprei | Détails | * Il y a là non-respect de la règle de contrariété des couleurs : ces armes sont fautives (azur sur gueules). Le statut officiel du blason reste à déterminer. |

Pas d'information pour les communes suivantes : Gandelain, Gâprée, La Genevraie, Giel-Courteilles, Godisson, La Gonfrière, Le Grais, Guerquesalles.
- Haut – A
- B
- C
- D
- E
- F
- G
- H
- I
- J
- K
- L
- M
- N
- O
- P
- Q
- R
- S
- T
- U
- V
- W
- X
- Y
- Z

## H
| Blason de Hermitière (L’) | Blason  | D'or à la croisette ancrée de sable accostée de deux chênes de sinople, à la bordure componée d'argent et du troisième ; au chef d'azur brochant sur la bordure, chargé d'un triangle du champ accosté de deux colombes essorantes et affrontées du quatrième. |
| Blason de Hermitière (L’) | Détails | Blason historique, la commune ayant fusionné pour former la commune nouvelle de Val au Perche. |

| Blason de Hôme-Chamondot (L’) | Blason  | D'or à la fasce crénelée de sable maçonnée du champ, adextrée en chef d'une croisette partie de gueules et du second, et senestrée d'une feuille d'orme de sinople posée en bande ; la fasce soutenue de trois flammes de gueules. |
| Blason de Hôme-Chamondot (L’) | Détails | Armoiries adoptées par la municipalité le 13 octobre 2011. |

| Blason de Hauterive | Blason  | Parti : au 1er de sinople à une tête de cheval coupée d'argent, bridée de gueules, au 2d de gueules à deux léopards d'or, armés et lampassés d'azur, l'un au-dessus de l'autre, le tout au chef d'argent à la fasce d'azur chargée de l'inscription « HAUTERIVE » en lettres capitales d'argent. |
| Blason de Hauterive | Détails | Le statut officiel du blason reste à déterminer. |

Pas d'information pour les communes suivantes : Habloville, Haleine (Orne), Héloup. 
- Haut – A
- B
- C
- D
- E
- F
- G
- H
- I
- J
- K
- L
- M
- N
- O
- P
- Q
- R
- S
- T
- U
- V
- W
- X
- Y
- Z

## I
| Blason de Igé | Blason  | D'azur à l'obélisque du lieu d'argent, maçonné de sable et sommé d'une fleur de lis d'or ; au chef du second chargé d'une feuille d'érable de sinople accostée de deux coquilles de gueules. |
| Blason de Igé | Détails | L'obélisque du lieu de ce blason est la pyramide d'Igé, qui marque la limite entre les généralités de Tours et d'Alençon. La feuille d'érable commémore la forte émigration percheronne vers le Canada, tandis que les coquilles de gueules rappellent la présence en ce lieu d'une halte à destination des pèlerins chrétiens faisant route vers Saint Jacques de Compostelle. Adopté par la municipalité le 19 février 2013. |

- Haut – A
- B
- C
- D
- E
- F
- G
- H
- I
- J
- K
- L
- M
- N
- O
- P
- Q
- R
- S
- T
- U
- V
- W
- X
- Y
- Z

## J
| Blason de Joué-du-Bois | Blason  | De sable à une coquille d'argent, mantelé-ployé d’or, à une croix de calvaire mouvant de la pointe du mantelé accompagnée à dextre d’un trèfle et à senestre d’une tour ajourée du champ, chacun soutenu d’un tabouret, le tout de sable. |
| Blason de Joué-du-Bois | Détails | Le statut officiel du blason reste à déterminer. |

| Blason de Juvigny-sous-Andaine | Blason  | D'azur au lion d'argent armé et lampassé de gueules, aux deux fasces alésées du même brochant sur le tout.                                                 |
| Blason de Juvigny-sous-Andaine | Détails | Armes empruntées à la famille Achard de Bonvouloir (Armorial Universel de M. Jouffroy d'Eschavannes 1844) Le statut officiel du blason reste à déterminer. |

Pas d'information pour les communes suivantes : Joué-du-Plain, Juvigny-sur-Orne 
- Haut – A
- B
- C
- D
- E
- F
- G
- H
- I
- J
- K
- L
- M
- N
- O
- P
- Q
- R
- S
- T
- U
- V
- W
- X
- Y
- Z

## L
| Blason de Lande-Patry (La) | Blason  | De gueules semé de besants d'or, à trois quintefeuilles d'argent brochantes. |
| Blason de Lande-Patry (La) | Détails | Le statut officiel du blason reste à déterminer.                             |

| Blason de Longny-au-Perche | Blason  | Écartelé : au premier et au quatrième d'argent au chevron alésé de sable accompagné de trois croisettes du même, au deuxième d'argent aux trois fasces ondées d'azur et au troisième de gueules au lion d'or accompagné de trois maillets d'argent. |
| Blason de Longny-au-Perche | Détails | Le statut officiel du blason reste à déterminer. |

| Blason de Lonlay-l'Abbaye | Blason  | De sable au loup courant d'argent.               |
| Blason de Lonlay-l'Abbaye | Détails | Le statut officiel du blason reste à déterminer. |

Pas d'information pour les communes suivantes :  Lalacelle, Laleu (Orne) , La Lande-de-Goult, La Lande-de-Lougé, La Lande-Saint-Siméon, Landigou, Landisacq, Larré (Orne) , Lignères, Lignou, Loisail, Lonlay-le-Tesson, Lonrai, Lougé-sur-Maire, Louvières-en-Auge. 
- Haut – A
- B
- C
- D
- E
- F
- G
- H
- I
- J
- K
- L
- M
- N
- O
- P
- Q
- R
- S
- T
- U
- V
- W
- X
- Y
- Z

## M
| Blason de La Madeleine-Bouvet | Blason  | D'or au pont en dos d'âne de quatre arches de gueules maçonné de sable, mouvant des flancs, chargé en son centre d'une fleur de lis d'argent, posé sur une rivière fascée-ondée d'azur et d'argent de sept pièces et accompagné en chef de deux chaudrons de sable ; au chef d'azur chargé de sainte Madeleine du lieu allongée d'argent. |
| Blason de La Madeleine-Bouvet | Détails | Adopté par la municipalité le 14 octobre 2011. |

| Blason de Male | Blason  | Écartelé: au 1er de sinople à la chouette d'or, au 2e d'argent à la roue de moulin de sable soutenue d'une jumelle ondée d'azur, au 3e d'argent à cinq billettes de sable ordonnées 2 et 3, au 4e de sinople à la crosse d'argent en barre brochant sur une épée versée du même en bande; sur le tout en abîme, au contrecœur de cheminée [taque] de gueules. |
| Blason de Male | Détails | Le statut officiel du blason reste à déterminer. |

| Blason de Marchainville | Blason  | Tranché-denché d'or à l'enclume de gueules surmontée d'un marteau de forgeron de sable, renversé en bande ; et d'azur à la tour d'or maçonnée de sable, accompagnée de deux roseaux d'argent feuillés de deux pièces, posés à plomb et rangés en bande. |
| Blason de Marchainville | Détails | Blason historique : la commune a été fusionnée au 1er janvier 2016 au sein de la commune nouvelle de Longny-les-Villages. |

| Blason de Mêle-sur-Sarthe (Le) | Blason  | D'argent au merle de sable becqué d'or sur une rivière d'azur agitée du champ et posée sur une plaine ondée de sinople; au chef de gueules chargé de deux léopards d'or. |
| Blason de Mêle-sur-Sarthe (Le) | Détails | Armes parlantes. (proximité sonore entre "Mêle" et "merle") Le statut officiel du blason reste à déterminer.                                                             |

| Blason de Ménil-Bérard (Le) | Blason  | D'or à trois tourteaux de gueules.               |
| Blason de Ménil-Bérard (Le) | Détails | Le statut officiel du blason reste à déterminer. |

| Blason de Le Ménil-Scelleur | Blason  | De gueules au serpent d'argent ondoyant en pal, accosté de deux haches affrontées d'or; à la bordure d'argent chargée de huit molettes de sable. |
| Blason de Le Ménil-Scelleur | Détails | Le statut officiel du blason reste à déterminer.                                                                                                 |

| Blason de Merlerault (Le) | Blason  | D'argent à un merle de sable, à un chef d'azur chargé d'un cœur d'argent accosté de deux fleurs de lis d'or. |
| Blason de Merlerault (Le) | Détails | Armes parlantes. Conflit héraldique : le blasonnement ne mentionne pas la couleur du bec du merle. Le statut officiel du blason reste à déterminer. |
| Blason de Merlerault (Le) | Alias   | Coupé d'azur à trois fleurs de lis d'or rangées en fasce, au chef de gueules*, et de sable à un merle d'argent. * Il y a là non-respect de la règle de contrariété des couleurs : ces armes sont fautives (gueules sur azur). Blasonnement donné par l'Armorial des Communes de France. |

| Blason de La Mesnière | Blason  | Coupé d'un parti d'azur à deux lions léopardés d'or, armés et lampassés de gueules, l'un au-dessus de l'autre, et de sinople à trois mottes castrales isolées d'argent, chacune sommée d'une tour droite d'or ouverte de sable ; et de gueules au pont voûté de trois arches d'or maçonné de sable et mouvant des flancs, posé sur une jumelle ondée d'argent et accompagné d'un soleil levant d'or et d'un soleil couchant non figuré d'argent. |
| Blason de La Mesnière | Détails | Adopté par la municipalité le 11 octobre 2011. |

| Blason de Messei | Blason  | Coupé : au premier de gueules à la tour d'argent ouverte et maçonnée de sable, au second d'azur à la navette de tisserand d'or posée en fasce. |
| Blason de Messei | Détails | Le statut officiel du blason reste à déterminer.                                                                                               |

| Blason de Monceaux-au-Perche | Blason  | D'azur à un mont isolé d'or sommé d'une église d'argent et surmonté d’un écusson d’argent à 3 chevrons de gueules, le tout accosté de 2 rivières courantes en vergette aussi d’argent.                          |
| Blason de Monceaux-au-Perche | Détails | Conflit héraldique : le dessin présente l'église ouverte de sable, sans que le blasonnement ne le mentionne. Création Philippe SIGURET et Jean-Paul FERNON adoptée par délibération municipale en février 2015. |

| Blason de Montgaudry | Blason  | D'azur à la tour d'or maçonnée et ouverte de sable, posée sur un mont de sinople mouvant de la pointe et surmontée de trois fleurs de marguerite d'argent boutonnées d'or et mal ordonnées ; à la bordure de sinople. |
| Blason de Montgaudry | Détails | Conflit héraldique : le dessin présente une bordure d'or. Le statut officiel du blason reste à déterminer. |

| Blason de Mortagne-au-Perche | Blason  | D'or à trois fougères de sinople.                |
| Blason de Mortagne-au-Perche | Détails | Le statut officiel du blason reste à déterminer. |

| Blason de Mortrée | Blason  | D'hermine au chef denché de gueules chargé d'une coquille d'or. |
| Blason de Mortrée | Détails | Ce blason est inspiré de celui de la famille d'O, anciens seigneurs de Mortrée (château d'O), et brisé d'une coquille en chef. Le statut officiel du blason reste à déterminer. |

| Blason de La Motte-Fouquet | Blason  | D'azur à la fasce haussée d'or soutenue d'une tour couverte et tertrée d'argent, ouverte et ajourée d'un chemin de ronde du champ. |
| Blason de La Motte-Fouquet | Détails | Le statut officiel du blason reste à déterminer.                                                                                   |

| Blason de Moulicent | Blason  | D'azur au mont d'argent accompagné en chef dextre d'une lune en décours d'or, en chef senestre d'un soleil couchant du même et en abîme d'un écusson de gueules* chargé de cinq écussons d'argent; à la bordure de sinople*. |
| Blason de Moulicent | Détails | * Il y a là non-respect de la règle de contrariété des couleurs : ces armes sont fautives (gueules et sinople sur azur). Le statut officiel du blason reste à déterminer.                                                    |

| Blason de Moulins-la-Marche | Blason  | D'azur au moulin à vent d'or couvert de gueules.                  |
| Blason de Moulins-la-Marche | Détails | Armes parlantes. Le statut officiel du blason reste à déterminer. |

| Blason de Moussonvilliers | Blason  | Parti: au 1er à l'obélisque d'argent sur son socle du même, sommé d'une croix latine perronnée d'or et accosté de deux bornes du même, au 2e coupé au I d'azur au pal ondé élargi d'argent chargé d'une grenouille montant en pal de sinople, au II d'or au tau de gueules. |
| Blason de Moussonvilliers | Détails | Le statut officiel du blason reste à déterminer. |

| Blason à dessiner | Blason  | De gueules à la fasce ondée d'argent chargée de trois fleurs de lis d'azur, accompagnée en chef de deux crosses passées en sautoir, celle en bande d'argent, l'autre d'or brochante et en pointe de l'église du lieu d'or sur un tertre d'argent mouvant de la pointe. |
| Blason à dessiner | Détails | Le statut officiel du blason reste à déterminer. |

Pas d'information pour les communes suivantes : Macé, Le Mage, Magny-le-Désert, Mahéru, Mantilly, Marchemaisons, Mardilly, Mauves-sur-Huisne, Médavy, Méhoudin, Le Ménil-Broût, Le Ménil-Ciboult, Le Ménil-de-Briouze, Ménil-Erreux, Ménil-Froger, Ménil-Gondouin, Le Ménil-Guyon, Ménil-Hermei, Ménil-Hubert-en-Exmes, Ménil-Hubert-sur-Orne, Le Ménil-Vicomte, Ménil-Vin, Les Menus, Merri, Mieuxcé, Moncy, Mont-Ormel, Montabard, Montchevrel, Montilly-sur-Noireau, Montmerrei, Montreuil-au-Houlme, Montreuil-la-Cambe, Montsecret-Clairefougère, Moulins-sur-Orne.
- Haut – A
- B
- C
- D
- E
- F
- G
- H
- I
- J
- K
- L
- M
- N
- O
- P
- Q
- R
- S
- T
- U
- V
- W
- X
- Y
- Z

## N
| Blason de Neuilly-le-Bisson | Blason  | Coupé : au 1er d'argent à trois arbres au naturel rangés en fasce, au 2d d'or à la charrue de sable ; à la fasce ondée d'azur chargée de deux poissons affrontés d'argent, brochant sur la partition. |
| Blason de Neuilly-le-Bisson | Détails | Adopté par la municipalité. |

| Blason de Neuilly-sur-Eure | Blason  | D'azur à la rivière en bâton ondé d'argent, agitée du champ, accompagnée en chef d'une biche d'or brochant sur une crosse contournée d'argent et en pointe d'un héron contourné d'argent senestré d'une tout d'argent maçonnée de sable sur une motte d'or mouvant de la pointe. |
| Blason de Neuilly-sur-Eure | Détails | Adoptée par la commune le 15 juin 2012, devenu historique à la fusion de celle-ci en celle de Longny-les-Villages au 1er janvier 2016. |

| Blason de Nocé | Blason  | D'or au sautoir de gueules, cantonné de quatre lionceaux de sable. |
| Blason de Nocé | Détails | Le statut officiel du blason reste à déterminer.                   |

| Blason de Normandel | Blason  | Parti d'azur à la tour d'or ajourée de trois pièces d'argent et ouverte du champ, à la crosse épiscopale de gueules brochant en pal ; et du second à un mont de huit coupeaux du quatrième surmonté d'une roue de moulin de sable ; au chef de gueules soutenu de sable, chargé d'un léopard d'or armé et lampassé d'azur. |
| Blason de Normandel | Détails | * Il y a là non-respect de la règle de contrariété des couleurs : ces armes sont fautives (argent sur or). Création du "Syndicat de Développement du Perche", adoptée par la municipalité le 15 juin 2012. |

Pas d'information pour les communes suivantes : Neauphe-sous-Essai, Neauphe-sur-Dive, Nécy, Neuville-sur-Touques, Neuvy-au-Houlme, Nonant-le-Pin. 
- Haut – A
- B
- C
- D
- E
- F
- G
- H
- I
- J
- K
- L
- M
- N
- O
- P
- Q
- R
- S
- T
- U
- V
- W
- X
- Y
- Z

## O
Pas d'information pour les communes suivantes : Occagnes, Ommoy, Orgères (Orne), Origny-le-Roux.

## P
| Blason de Pacé | Blason  | D'azur à deux clefs d'or passées en sautoir surmontées d'une colombe volante d'argent tenant en son bec un rameau d'olivier de sinople.                                                 |
| Blason de Pacé | Détails | Les clés rappellent Saint Pierre, patron de la paroisse. La colombe le nom de la ville : Pacé = Paix. Création de M. Jean-François Brinon, adoptée par la municipalité le 27 juin 2015. |

| Blason de Parfondeval | Blason  | Tiercé en pointe renversée ployée : au 1er d'azur à une fleur de lis d'or, au 2e d'argent à une feuille d'érable de gueules, au 3e de gueules au léopard d'or. |
| Blason de Parfondeval | Détails | Adopté par la municipalité le 13 octobre 2011. |

| Blason de Passais | Blason  | D’azur à la vierge issante aux trois-quarts d’argent cantonnée de quatre fleurs de lys d’or. |
| Blason de Passais | Détails | Le statut officiel du blason reste à déterminer.                                             |

| Blason de Le Pas-Saint-l'Homer | Blason  | D'argent à la jumelle d'azur et à la crosse d'or brochante; à la terrasse de sept rochers de gueules accolés en fasce; au franc-canton senestre d'azur chargé d'un pic et d'une pelle de carrier d'argent passés en sautoir. |
| Blason de Le Pas-Saint-l'Homer | Détails | Le statut officiel du blason reste à déterminer. |

| Blason de Pervenchères | Blason  | D'argent à six corolles de pervenche d'azur ordonnées 3, 2 et 1.                          |
| Blason de Pervenchères | Détails | Armes parlantes. (corolles de pervenche) Le statut officiel du blason reste à déterminer. |

| Blason de Le Pin-la-Garenne | Blason  | Coupé: au 1er d'or au lion de gueules, au 2e d'argent à la pomme de pin de sinople accostée d'une demi-feuille d'érable de gueules mouvant du flanc dextre et d'une demi-feuille de platane du même mouvant du flanc senestre. |
| Blason de Le Pin-la-Garenne | Détails | Conflit héraldique : les deux feuilles, dites de deux arbres différents, sont représentées identiques. Armes parlantes. (pomme de pin) Le statut officiel du blason reste à déterminer.                                        |

| Blason de Préaux-du-Perche | Blason  | D'argent aux trois chevrons de gueules ; sur le tout coupé au premier parti au I d'argent aux deux lions léopardés de sable, armés, lampassés et couronnés de gueules, passant l'un sur l'autre, et au II d'argent au sautoir dentelé de sable, au second d'argent à la croix ancrée et anillée de sable. |
| Blason de Préaux-du-Perche | Détails | Le statut officiel du blason reste à déterminer. |

| Blason de Putanges-Pont-Écrepin | Blason  | D'or au lion de sinople, armé, lampassé et couronné d'argent, soutenu d'un pont à trois arches de sable, maçonné d'argent, sur une rivière d'azur. |
| Blason de Putanges-Pont-Écrepin | Détails | Le statut officiel du blason reste à déterminer.                                                                                                   |

Pas d'information pour les communes suivantes :  Perrou, Le Pin-au-Haras, Planches, Le Plantis, Pointel, Pontchardon, Pouvrai. 
- Haut – A
- B
- C
- D
- E
- F
- G
- H
- I
- J
- K
- L
- M
- N
- O
- P
- Q
- R
- S
- T
- U
- V
- W
- X
- Y
- Z

## R
| Blason de Rai | Blason  | D'azur à trois serres de griffon d'or, armées de sable et tenant chacune un écot d'argent. |
| Blason de Rai | Détails | Armoiries adoptées par la commune le 7 janvier 2020.                                       |

| Blason de Randonnai | Blason  | Écartelé : au 1er d'azur étoilé d'argent, à deux annelets entrelacés d'or brochant sur le tout, au 2d d'argent à trois chevrons de gueules, au 3e d'argent à une feuille d'érable de sinople et au 4e du même à un cerf d'or. |
| Blason de Randonnai | Détails | Le statut officiel du blason reste à déterminer. |

| Blason de Rânes | Blason  | Écartelé de gueules et d'argent, à trois grenouilles contournées au naturel brochant sur l'écartelé, celle en pointe plus grosse. |
| Blason de Rânes | Détails | Armes parlantes. Rana = Grenouilles en latin Le statut officiel du blason reste à déterminer.                                     |

| Blason de Rémalard | Blason  | D'azur à trois fleurs de lis d'or; à la bande componée de gueules et d'argent brochante. |
| Blason de Rémalard | Détails | Le statut officiel du blason reste à déterminer.                                         |

| Blason de Réveillon | Blason  | D'argent à la bande ondée d'azur chargée d'une épée versée d'or surmontée d'une étoile du même à plomb, le tout accompagné d'une ancre de sable en chef et d'une feuille d'érable de gueules en pointe. |
| Blason de Réveillon | Détails | Armoiries adoptées par la commune le 18 janvier 2011. |

| Blason de Ronfeugerai | Blason  | Coupé de Normandie, et d'argent à une fougère arrachée de gueules de cinq pièces.                                       |
| Blason de Ronfeugerai | Détails | Blason historique, la commune ayant fusionné au 1er janvier 2016 pour former la commune nouvelle d'Athis-Val de Rouvre. |

| Blason de La Rouge | Blason  | Parti de gueules et d'argent, à la tour-clocher fortifiée du lieu à deux contreforts, la porte surmontée d'une bretèche, le tout brochant de l'un en l'autre, ladite tour ouverte et couverte de sable ; à la bordure ondée d'azur. |
| Blason de La Rouge | Détails | Blason historique, la commune ayant fusionné au 1er janvier 2016 pour former la commune nouvelle de Val-au-Perche. |

| Blason de Rouperroux | Blason  | D'argent au pal d'azur, chargé d'une rose du champ et accompagné de six monticules de cailloux du second. |
| Blason de Rouperroux | Détails | Le statut officiel du blason reste à déterminer.                                                          |

Pas d'information pour les communes suivantes : Rabodanges, Radon (Orne) , Le Renouard, Résenlieu, Ri (Orne), La Roche-Mabile, Roiville, Rônai, Les Rotours. 
- Haut – A
- B
- C
- D
- E
- F
- G
- H
- I
- J
- K
- L
- M
- N
- O
- P
- Q
- R
- S
- T
- U
- V
- W
- X
- Y
- Z

## S
| Blason à dessiner | Blason  | D'argent au sautoir de gueules chargé de la porte ouverte de château du lieu d'or. |
| Blason à dessiner | Détails | Le statut officiel du blason reste à déterminer.                                   |

| Blason de Saint-Aubin-de-Courteraie | Blason  | Parti: au 1er mi-parti d'argent à la croix de gueules chargée de neuf coquilles d'or, au 2e d'azur au bourdon d'or posé en bande accompagné de deux vertenelles fleuronnées, la pointe tréflée d'argent, cloutées de sable, l'une en chef mouvant du flanc senestre, l'autre en pointe mouvant de la partition. |
| Blason de Saint-Aubin-de-Courteraie | Détails | Le statut officiel du blason reste à déterminer. |

| Blason de Saint-Céneri-le-Gérei | Blason  | D'argent à la fasce d'azur.                      |
| Blason de Saint-Céneri-le-Gérei | Détails | Le statut officiel du blason reste à déterminer. |

| Blason de Saint-Clair-de-Halouze | Blason  | D'azur à deux bandes d'or, accompagnées de sept coquilles d'argent ordonnées 1, 3 et 3. |
| Blason de Saint-Clair-de-Halouze | Détails | Le statut officiel du blason reste à déterminer.                                        |

| Blason de Saint-Germain-d'Aunay | Blason  | D'azur à trois oisons d'argent.                  |
| Blason de Saint-Germain-d'Aunay | Détails | Le statut officiel du blason reste à déterminer. |

| Blason de Saint-Germain-de-la-Coudre | Blason  | D'argent à la jumelle ondée en bande d'azur, accompagnée d'une mitre de gueules chargée d'une croisette d'argent en chef, et de trois coquerelles versées au naturel ordonnées en orle en pointe ; sur le tout, d'or au portail du château du lieu de sable, ouvert et maçonné du champ et mouvant de la pointe. |
| Blason de Saint-Germain-de-la-Coudre | Détails | Adopté par la commune le 11 octobre 2011. |

| Blason à dessiner | Blason  | Écartelé: au 1er de gueules à la faucille contournée d'argent posée en barre, au 2e d'azur à la gerbe de blé d'or posée en bande, au 3e d'azur à la grappe de raisin feuillée d'or posée en bande, au 4e de gueules à la bêche d'argent, le fer en bas et posée en barre; sur le tout, d'azur au chevreuil rampant d'or tenant une lance du même posée en bande. |
| Blason à dessiner | Détails | Le statut officiel du blason reste à déterminer. |

| Blason à dessiner | Blason  | D'azur au dextrochère paré d'or, mouvant du flanc senestre et tenant une crosse contournée d'argent et au senestrochère paré d'argent, mouvant du flanc dextre et tenant une lance de tournoi d'or; à la bordure cousue de sinople chargée de quatre cailloux d'or aux angles et de quatre trèfle d'argent ordonnés en croix. |
| Blason à dessiner | Détails | Le statut officiel du blason reste à déterminer. |

| Blason à dessiner | Blason  | Parti: au 1er d'azur à deux crosses adossées, celle de dextre d'or et celle de senestre d'argent, au 2e coupé, au I d'argent à l'arc d'azur posé en barre, encoché d'une flèche de sable, au II d'or au pigeon contourné d'azur, becqué et colleté d'argent surmonté à dextre d'un œil au trait de sable ; le tout enfermé dans une bordure de sinople chargée de huit fleurs de jonquille au naturel. |
| Blason à dessiner | Détails | Le statut officiel du blason reste à déterminer. |

| Blason à dessiner | Blason  | Tiercé en pairle: au 1e d'azur au soleil d'or, au 2e de sinople à saint Jouin, évêque, d'argent, au 3e d'argent au chêne de sinople. |
| Blason à dessiner | Détails | Le statut officiel du blason reste à déterminer.                                                                                     |

| Blason de Saint-Langis-lès-Mortagne | Blason  | Tranché: au 1er d'azur aux lettres capitales S et L entrelacées d'or, au 2 d'argent à deux léopards de sinople lampassés de gueules, rangés en bande. |
| Blason de Saint-Langis-lès-Mortagne | Détails | Auteur Denis Joulain. Adopté le 9 octobre 2009. Le statut officiel du blason reste à déterminer.                                                      |

| Blason de Saint-Mard-de-Réno | Blason  | D'azur à la crosse de saint-Médard d'argent posée en bande, accompagnée, en chef, d'un lion d'or armé et lampassé de gueules, tenant une coquille d'argent entre ses pattes, et, en pointe, d'un hêtre d'or, fûté et arraché d'argent. |
| Blason de Saint-Mard-de-Réno | Détails | Le statut officiel du blason reste à déterminer. |

| Blason à dessiner | Blason  | D'or au coq contourné de gueules.                |
| Blason à dessiner | Détails | Le statut officiel du blason reste à déterminer. |

| Blason à dessiner | Blason  | D'argent à trois chevrons de gueules; au coeur d'argent bordé de gueules, brochant en abîme, chargé d'un arbre de sinople à dextre et d'un château au trait de sable de deux tours couvertes et ajourées du même en chef à senestre. |
| Blason à dessiner | Détails | Le statut officiel du blason reste à déterminer. |

| Blason à dessiner | Blason  | De gueules à la bande d'or engoulée par deux têtes de monstre d'azur, allumées et dentées d'argent, accompagnée en chef de trois roses d'argent ordonnées en orle et en pointe d'une croix tréflée du même. |
| Blason à dessiner | Détails | Le statut officiel du blason reste à déterminer. |

| Blason à dessiner | Blason  | Parti d'argent et d'or; au chêne brochant de sinople à dextre, sec et de sable à senestre; au chef d'azur chargé de deux crosses passées en sautoir, l'une d'argent en bande et l'autre d'or en barre, brochante. |
| Blason à dessiner | Détails | Le statut officiel du blason reste à déterminer. |

| Blason à dessiner | Blason  | Parti: au 1er échiqueté de sinople et d'or de huit tires, au 2e échiqueté d'or et de sinople de huit tires; à la vergette de sinople chargée en chef d'un saint Éloi d'or portant une enclume du même, brochant sur la partition, au massacre de cerf de sable brochant en pointe; le tout au chef d'or chargé de trois trèfles de sinople. |
| Blason à dessiner | Détails | Adopté le 28 juin 2022. |

| Blason à dessiner | Blason  | Écartelé: aux 1er et 4e d'azur à deux clés passées en sautoir, l'une d'argent en bande, l'autre d'or en barre, brochante, aux 2e et 3e d'argent à deux branches de bruyère au naturel passées en sautoir. |
| Blason à dessiner | Détails | Le statut officiel du blason reste à déterminer. |

| Blason de Saint-Pierre-la-Rivière | Blason  | D'azur à deux clés d'or mises en sautoir, au comble de pourpre. |
| Blason de Saint-Pierre-la-Rivière | Détails | Le statut officiel du blason reste à déterminer.                |

| Blason de Saint-Pierre-des-Loges | Blason  | D'argent à la cotice ondée d'azur accompagnée à dextre de deux maisons de tenné, ouvertes et ajourées de sable, essorées de sinople et rangées en bande en chef et de deux clés de sable passées en sautoir en pointe; au chef brochant sur la cotice, parti de gueules à deux léopards d'or, armés et lampassés d'azur, l'un au-dessus de l'autre, et de sinople au coq d'argent. |
| Blason de Saint-Pierre-des-Loges | Détails | Créé par JF Binon.Blason sur l'application PanneauPocket, 2025. |

| Blason à dessiner | Blason  | De sinople à la motte castrale d'or, mouvant de la pointe,sommée d'une tour médiévale en bois couverte et palissée d'argent, le tout surmonté de deux palmes versées d'or, les tiges passées en sautoir et liées d'argent. |
| Blason à dessiner | Détails | Le statut officiel du blason reste à déterminer. |

| Blason de Sainte-Céronne-lès-Mortagne | Blason  | Parti de sable à une crosse contournée d'or, et d’or à la divise de gueules accompagnée en chef d’une fougère de sinople et en pointe d’une corneille de sable becquée et membrée de gueules. |
| Blason de Sainte-Céronne-lès-Mortagne | Détails | La crosse abbatiale fait référence à sainte Céronne, première évangélisatrice du Perche. La corneille est un clin d’œil à Corneilhan. La feuille de Fougère est un emprunt au blason de la ville de Mortagne, soulignant la proximité de la capitale du Perche. Le statut officiel du blason reste à déterminer. |

| Blason de Sainte-Marguerite-de-Carrouges | Blason  | De gueules à un dragon accroupi et crachant des flammes d'or accompagné au canton dextre du chef d'une croisette pattée du même. |
| Blason de Sainte-Marguerite-de-Carrouges | Détails | Adopté en 2024. |

| Blason de Sap (Le) | Blason  | Losangé d'argent et d'orangé. |
| Blason de Sap (Le) | Détails | La commune a fusionné avec Orville au 1er janvier 2016 pour former la commune nouvelle de Sap-en-Auge. Mais celle-ci ne portant pas d'armoiries en propre à ce jour, ce sont celles du Sap qui sont utilisées ici. |

| Blason de Sées | Blason  | D'azur à la foi d'argent en fasce, surmonté d'un cœur du même enflammé d'or, lui-même surmonté d'une fleur de lis d'or. |
| Blason de Sées | Détails | Le statut officiel du blason reste à déterminer.                                                                        |

| Blason à dessiner | Blason  | Écartelé: au 1er de gueules au cavalier d'argent, brandissant une épée du même, protégé sur senestre par un bouclier d'azur chargé d'un croissant d'or, chevauchant un cheval cabré de sable, au 2e de sinople à un atelier de forge primitif au naturel, au forgeron d'argent frappant sur une enclume de sable et accompagné d'un foyer d'argent enflammé d'or, au 3e d'azur à la croix antique [latine alésée] d'argent, au 4e d'or à trois bobines et deux navettes de gueules et sans ordre; sur le tout, de gueules à deux léopards d'or, armés et lampassés d'azur, l'un au-dessus de l'autre. |
| Blason à dessiner | Détails | Le statut officiel du blason reste à déterminer. |

| Blason de Semallé | Blason  | D'argent à la bande de gueules, accompagnée d'un faucon de sable armé d'or, grimpant sur la bande Différences entre dessin et blasonnement : Le faucon est dessiné regardant, ce qui n'est pas dit. |
| Blason de Semallé | Détails | Le statut officiel du blason reste à déterminer. |

| Blason de Suré | Blason  | Coupé ondé: au 1er: parti au I de gueules à deux léopards d'or armés et lampassés d'azur, l'un au-dessus de l'autre, au II de sinople à l'épée renversée d'argent posée en barre, la lame recouverte d'un manteau d'or, au 2e d'azur à sept épis de blé d'or posés en éventail et liés de gueules. |
| Blason de Suré | Détails | Création Jean-François Binon. Adopté en juin 2016. |

Pas d'information pour les communes suivantes : Sai (Orne) , Saint-Agnan-sur-Sarthe, Saint-André-de-Briouze, Saint-Aquilin-de-Corbion, Saint-Aubin-d'Appenai, Saint-Aubin-de-Bonneval, Saint-Bômer-les-Forges, Saint-Brice (Orne), Saint-Brice-sous-Rânes, Saint-Christophe-de-Chaulieu, Saint-Cyr-la-Rosière, Saint-Denis-sur-Huisne, Saint-Denis-sur-Sarthon, Saint-Ellier-les-Bois, Saint-Evroult-de-Montfort, Saint-Evroult-Notre-Dame-du-Bois, Saint-Fraimbault (Orne), Saint-Fulgent-des-Ormes, Saint-Georges-d'Annebecq, Saint-Georges-des-Groseillers, Saint-Germain-de-Clairefeuille, Saint-Germain-du-Corbéis, Saint-Germain-le-Vieux, Saint-Gervais-des-Sablons, Saint-Gervais-du-Perron, Saint-Gilles-des-Marais, Saint-Hilaire-de-Briouze, Saint-Hilaire-sur-Erre, Saint-Hilaire-sur-Risle, Saint-Julien-sur-Sarthe, Saint-Lambert-sur-Dive, Saint-Léger-sur-Sarthe, Saint-Léonard-des-Parcs, Saint-Mars-d'Égrenne, Saint-Martin-des-Landes, Saint-Martin-des-Pézerits, Saint-Martin-l'Aiguillon, Saint-Michel-Tubœuf, Saint-Nicolas-de-Sommaire, Saint-Nicolas-des-Bois (Orne), Saint-Ouen-le-Brisoult, Saint-Ouen-sur-Iton, Saint-Paul (Orne), Saint-Philbert-sur-Orne, Saint-Pierre-d'Entremont (Orne), Saint-Pierre-du-Regard, Saint-Quentin-les-Chardonnets, Saint-Roch-sur-Égrenne, Saint-Sauveur-de-Carrouges, Saint-Sulpice-sur-Risle, Saint-Symphorien-des-Bruyères, Sainte-Gauburge-Sainte-Colombe, Sainte-Honorine-la-Chardonne, Sainte-Honorine-la-Guillaume, Sainte-Marie-la-Robert, Sainte-Opportune, Sainte-Scolasse-sur-Sarthe, Saires-la-Verrerie, Le Sap-André, Sarceaux, Sévigny, Sevrai, Soligny-la-Trappe. 
- Haut – A
- B
- C
- D
- E
- F
- G
- H
- I
- J
- K
- L
- M
- N
- O
- P
- Q
- R
- S
- T
- U
- V
- W
- X
- Y
- Z

## T
| Blason de Theil (Le) | Blason  | Coupé d’or à un tilleul de sinople, et de gueules à une roue dentée du premier. |
| Blason de Theil (Le) | Détails | Armes parlantes. (tilleul) Le statut officiel du blason reste à déterminer.     |

| Blason de Tinchebray | Blason  | De gueules à la clef accostée de quatre navettes de tisserand, passées deux à deux en sautoir, le tout d'or ; au chef cousu* de sinople chargé d'un lion léopardé accosté de deux fleurs de lis, le tout d'or. |
| Blason de Tinchebray | Détails | * Ces armes emploient le terme « cousu » dans le seul but de contrevenir à la règle de contrariété des couleurs : elles sont fautives : sinople sur gueules.                                                   |

| Blason à dessiner | Blason  | De gueules au lion à la queue contournée d'or, accompagné de quatre mouchetures d'hermine à une pointe d'argent, remplies de sable une en chef et trois en pointe, 2 et 1, le tout accosté de deux pals diminués, cannelés, d'or chargés d'une vergette du même surchargée de trois mouchetures d'hermine à une pointe de sable. |
| Blason à dessiner | Détails | Le statut officiel du blason reste à déterminer. |

| Blason de Tourouvre | Blason  | Coupé en 1 d'azur à trois têtes de bœuf d'or, en 2 d'or à trois feuilles d'érable de sinople. |
| Blason de Tourouvre | Détails | Le statut officiel du blason reste à déterminer.                                              |

| Blason de Trun | Blason  | De gueules aux deux lions d'or.                  |
| Blason de Trun | Détails | Le statut officiel du blason reste à déterminer. |

Pas d'information pour les communes suivantes : Tanques, Tanville, Tellières-le-Plessis, Tessé-Froulay, Ticheville, Tinchebray-Bocage, Torchamp, Touquettes, Trémont (Orne) , La Trinité-des-Laitiers 
- Haut – A
- B
- C
- D
- E
- F
- G
- H
- I
- J
- K
- L
- M
- N
- O
- P
- Q
- R
- S
- T
- U
- V
- W
- X
- Y
- Z

## U
Pas d'information pour les communes suivantes : Urou-et-Crennes 

## V
| Blason de Verrières | Blason  | De sinople au chevron renversé d'or accompagné, en chef, d'un cheval percheron arrêté d'argent et, en pointe, de trois croisettes, celles des flancs d'argent, celle de la pointe d'or; sur le tout, d'azur semé de trèfles d'or, à deux bars adossés du même brochants. |
| Blason de Verrières | Détails | Le statut officiel du blason reste à déterminer. |

| Blason de Villebadin | Blason  | De sable au lion coupé d'or et d'argent armé et lampassé de gueules. |
| Blason de Villebadin | Détails | Le statut officiel du blason reste à déterminer.                     |

| Blason de Villiers-sous-Mortagne | Blason  | Coupé d'un parti de sable au chevron d'argent chargé de trois roses de gueules et accompagné de trois croissants d'argent, et du même à trois fasces du premier ; et de sinople à l'écusson du premier à la bande du second chargée d'une roue d'azur à dextre et d'un rencontre crucifère d'or à senestre. |
| Blason de Villiers-sous-Mortagne | Détails | Armoiries adoptées par la municipalité le 24 octobre 2011. |

| Blason de Vimoutiers | Blason  | D'azur à la croix d'or, cantonnée de quatre clefs d'argent adossées. |
| Blason de Vimoutiers | Détails | Le statut officiel du blason reste à déterminer.                     |

Pas d'information pour les communes suivantes : Valframbert, Vaunoise (Orne) , Les Ventes-de-Bourse, La Ventrouze, Vidai, Vieux-Pont, Villedieu-lès-Bailleul, Vingt-Hanaps, Vitrai-sous-Laigle.
- Haut – A
- B
- C
- D
- E
- F
- G
- H
- I
- J
- K
- L
- M
- N
- O
- P
- Q
- R
- S
- T
- U
- V
- W
- X
- Y
- Z

## Y
Pas d'information pour les communes suivantes : Les Yveteaux
- Haut – A
- B
- C
- D
- E
- F
- G
- H
- I
- J
- K
- L
- M
- N
- O
- P
- Q
- R
- S
- T
- U
- V
- W
- X
- Y
- Z